# Muhazu
Muhazu o Muhatzu (probablement la moderna Tell Abu Sultan, prop de Yavne) fou una ciutat cananea del nord de Palestina. Sota domini egipci, el rei Yapahu (segle xiv aC) governava a Gezer; el seu germà més jove fugí a Muhazu després d'un intent fallit d'arrabassar-li el tron. La ciutat es trobava a la principal carretera costanera que anava de Gaza a Jaffa. Apareix en una extensa llista de ciutats palestines del faraó Tuthmosis III i una de posterior de Ramsès II.